# Żuromin
Żuromin is een stad in het Poolse woiwodschap Mazovië, gelegen in de powiat Żuromiński. De oppervlakte bedraagt 11,11 km², het inwonertal 8724 (2005).

## Geboren
- Piotr Małachowski (1983), discuswerper
- Łukasz Teodorczyk (1991), voetballer